# Czuły Barbarzyńca Press
Czuły Barbarzyńca Press – polskie wydawnictwo. 

## Opis
Wydawnictwo wywodzi się z pisma „Świat Literacki”, poświęconego głównie literaturze obcej (wydawanego w latach 1991–1993). Wydaje głównie prozę zagraniczną, ma jednak w swoim katalogu także pisarzy polskich. Zagraniczni twórcy to m.in. Pedro Almodóvar, Louis-Ferdinand Céline, Lars Saabye Christensen, Knut Hamsun, Bohumil Hrabal, Henryk Ibsen, Etgar Keret, Danilo Kiš, Ota Pavel, Robert Walser. 
Z wydawnictwem związana jest warszawska księgarnia „Czuły Barbarzyńca”.

## Wybrane serie wydawnicze
- Biblioteka
- Film
- Teatr
- Księgozbiór
- Nauka o literaturze polskiej za granicą